# Russische Hörner

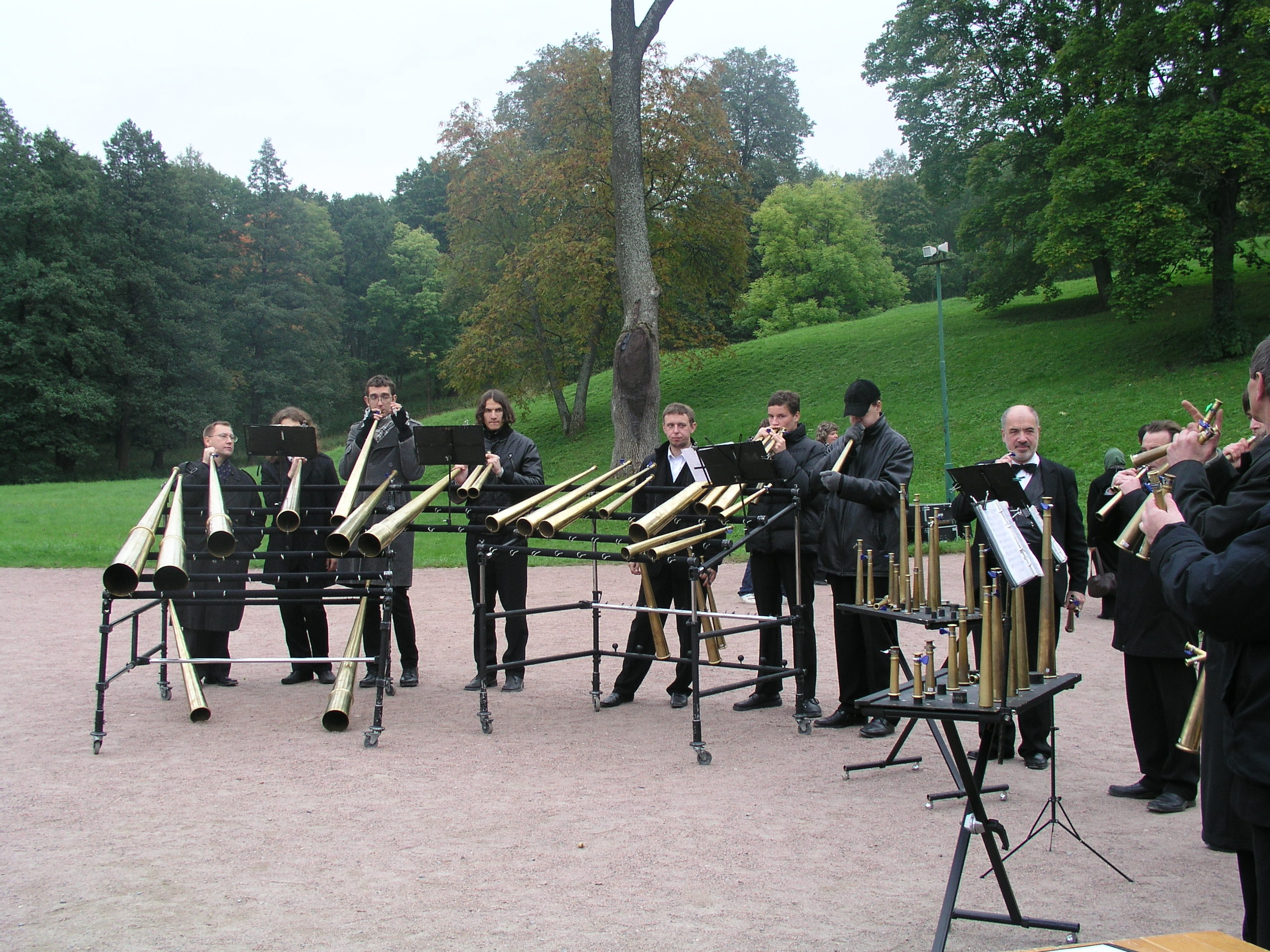
Eine Gruppe der Russisch-Horn-Kapelle aus St. Petersburg spielt vor der Schachbrettfontäne im Park Peterhof (2008).

Russische Hörner sind Blechblasinstrumente mit einer konischen Röhre, von denen jedes einzelne nur einen einzigen Ton erzeugen kann. Deswegen werden die russischen Hörner generell in einer Gruppe unterschiedlich langer Exemplare gespielt. Zunächst dienten die Ein-Ton-Rohre, die nach ihrer Form zu den Naturtrompeten gehören, als Jagdhörner bei der Hundejagd oder bei militärischen Einsätzen als Signalhörner. Russische Adlige und Herrscher entdeckten das besondere Hörerlebnis und ließen ganze Musikgruppen zusammenstellen, die bei besonderen Anlässen ihren Auftritt hatten. Nach einer langen Zeit, in der die russischen Hörner praktisch vergessen waren, werden sie seit den 1970er Jahren vor allem in Deutschland und in Russland wieder verwendet.

## Geschichte

### Herkunft aus Russland

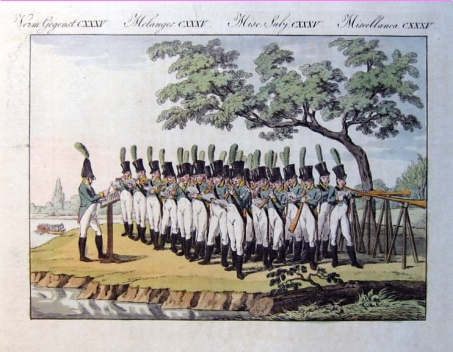
Kolorierte Gravur eines russischen Orchesters mit mehr als 20 Hornisten vom Beginn des 19. Jahrhunderts

Schon vor Jahrhunderten nutzten Jäger in Russland einfache Signalhörner aus Naturmaterialien in verschiedenen Längen und damit in verschiedenen Tonhöhen bei der Parforcejagd mit einer Hundemeute. Im Jahr 1751 beauftragte Hofmarschall S. K. Naryschkin aus der damaligen russischen Hauptstadt Petersburg den tschechischen Instrumentenbauer und Hofkapellmeister Jan Anton Mareš (1719–1794; auch Johann Anton Maresch geschrieben) mit dem Bau einer stattlichen Anzahl dieser Hörner, damit ein komplettes Orchester aus Russisch-Hornisten zusammengestellt werden konnte. Eine wichtige Voraussetzung dafür war eine konstruktive Verbesserung der Tuben zur Wiedergabe von Halbtönen. Die so zusammengestellten Blasinstrumenten-Kapellen konnten bis zu 91 Hörner umfassen, die von mehr als 40 Bläsern gespielt wurden. Die Zarin Elisabeth war von der Hörner-Musik so stark beeindruckt, dass sie sofort eine eigene Hörner-Hofkapelle bestellte. Russische Hornisten traten bald zu allen staatlichen Veranstaltungen auf, sie waren ein wichtiger Bestandteil der Zeremonien des russischen Herrscherhauses. Somit fanden die russischen Hörner eine schrittweise Verbreitung als Musikinstrumente, es gab bald mehr als ein Dutzend Hörner-Orchester, auch in Moskau und anderen Städten.
Neben dem Klang und der außerordentlich kraftvollen Musik beeindruckten die Hörner-Chöre, wie die Orchester genannt wurden, vor allem durch die Anzahl der Spieler. Einen Höhepunkt erlebte die Hornmusik anlässlich der Krönung des Zaren Nikolaus II. am 14. Mai 1896.
Auch zahlreiche ausländische Gäste bekamen die nun auch Zaren-Musik genannte spezielle Musik zu Gehör und waren ebenfalls begeistert. So bereisten im 19. Jahrhundert bald russische Hörner-Korps ganz Europa und gaben Konzerte. Die Musik breitete sich weiter aus. Erst mit dem Aufkommen metallener Blasinstrumente, die durch Ventile und weitere technische Verbesserungen mehrtönige Melodien abspielen konnten, verschwanden die Russisch-Horn-Chöre. Russische Chronisten fanden einen Hinweis auf den letzten öffentlichen Auftritt eines Russisch-Horn-Orchesters im Jahr 1915.

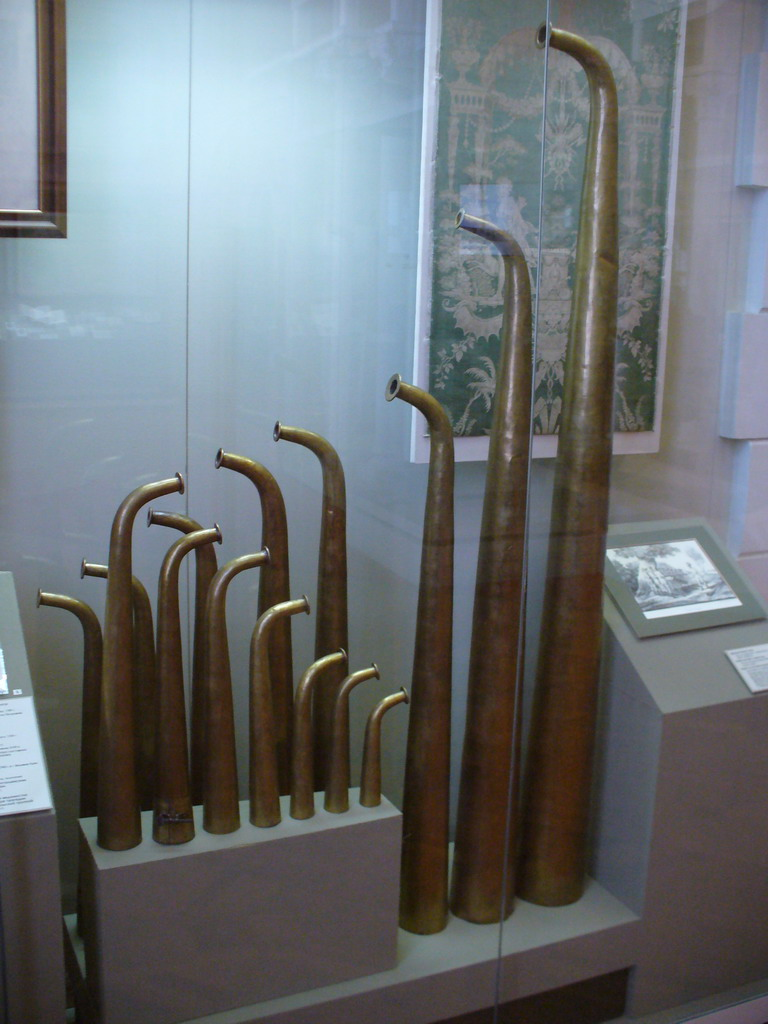
Hörner eines russischen Orchesters im Museum

Im St. Petersburger Musikmuseum sind einige historische Hörner ausgestellt.
Für die Russisch-Horn-Chöre komponierten namhafte Musiker frühzeitig eigene Stücke. Die Musikergruppen waren jedoch auch in der Lage, Ausschnitte aus bekannten Musikwerken zu spielen.

### Verbreitung in Deutschland
Im Jahr 1824 ließ der Freiberger Berghauptmann von Herder russische Hörner für das von ihm neu organisierte Freiberger Bergmusikkorps beschaffen. Das wurde vom damaligen örtlichen Stadtkantor und Leiter des Bergmusikkorps August Ferdinand Anacker unterstützt. Anacker komponierte speziell für das neue Russisch-Horn-Ensemble zunächst 12 Parademärsche. Im Jahr 1832 folgte das Singspiel Der Bergmannsgruß, in dem 13 solcher Hörner vorgesehen sind. Nach einigen Jahren verdrängten auch im Raum Sachsen die neueren Blechblasinstrumente die russischen Hörner. Bis um 1850 waren sie noch im sächsischen Pegau zum Turmblasen in Gebrauch.
In einer Veröffentlichung über den Komponisten Carl Maria von Weber aus der Mitte des 19. Jahrhunderts wird die Nutzung russischer Hörner wie folgt beschrieben: 

„Der Herr Principal wohnen dort rechts, Sie können nicht fehlen, hören gleich Musik, probirt eben die russische Hörner-Musik, aber es ist jetzt keine Condition offen. Ich versicherte ihn, daß ich selbst sehr wohl conditionirt sei, und steuerte auf das Haus los. Welch ein höllischer Spektakel brauste mir schon an der Treppe entgegen, und wieviel mehr war ich für mein Trommelfell besorgt, als ich in sein Zimmer trat. In einem Kreise von acht bis zehn Jungen, die alle Horn bließen, oder wenigstens sie so hielten, als wollten sie blasen, stand der Herr Stadt-Musikus, beide Hände mit einem mächtigen Taktprügel bewaffnet, stampfte mit den Füßen und schlug den Takt mit beiden Händen auf einem vor ihm stehenden Flügel, und auch wohl mitunter auf die Köpfe seiner Schüler, die durchaus eine von ihm componirte Ouvertüre auf die Art der russischen Horn-Musik, wo immer ein Horn einen Ton hat, executiren sollten…“

Die Allgemeine musikalische Zeitung von 1833 erwähnt ein Ensemble, das mit russischen Hörnern in Frankreich herumreiste und Verwunderung auslöste.

### Russische Hörner im 20. und 21. Jahrhundert
Nach dem Ende des Ersten Weltkriegs geriet diese Art der chorischen Musizierweise im gesamten bisherigen Verbreitungsgebiet in Vergessenheit. Zur 750-Jahr-Feier der Bergstadt Freiberg im Jahre 1938 spielten vorerst letztmals Freiberger Musiker auf russischen Hörnern. Diese Original-Instrumente sind im Stadt- und Bergbaumuseum Freiberg ausgestellt. Das in der erzgebirgischen Stadt Aue in den 1960er-Jahren gegründete Erzgebirgsensemble Aue entdeckte die russischen Hörner für seine Auftritte neu. Sie sind seit den 1970er-Jahren fester Bestandteil der Musikergruppe des Ensembles. Ein Auftritt in der Fernsehsendung Melodien für Millionen im Jahr 1992 mit einer kleinen Gruppe Hornisten dieses Ensembles holte diese historischen Blasinstrumente wieder in das Bewusstsein der Menschen. Um 1995 brachte der Auftritt einen Eintrag in das Guinness-Buch der Rekorde. Das im Jahr 1991 neu gegründete Freiberger Bergmusikkorps Saxonia hat sich 1995 nach den Mustern aus dem Museum 19 russische Hörner (Tonlagen Es bis g1) von dem Metallblasinstrumentenmacher Ricco Kühn aus Oederan neu anfertigen lassen. Zu bestimmten Festivitäten erklingen seitdem Originalkompositionen von Anacker nach vorhandenen Originalnoten aus den Freiberger und Brand-Erbisdorfer Museen. Die russischen Hörner von Saxonia bekamen bald darauf auch eine Eintragung im Guinness-Buch der Rekorde.
Im Jahr 1999 setzte sich ein Musikbegeisterter in der Bergbaustadt Oelsnitz ebenfalls für das Wiederaufleben der Musik für russische Hörner ein. Theo Nüßler ließ einen 18-teiligen Satz russische Hörner für die Oelsnitzer Blasmusikanten beschaffen und trat nach anfänglichen Schwierigkeiten mit diesen Hornisten auch öffentlich auf. Einige Zeit waren die Instrumente sogar in die USA an den Broadway ausgeliehen.
Der Petersburger Musiker Sergei Pestschansky stieß 2001 bei Recherchen in Russland auf das dort mehr als 90 Jahre vergessene Musikinstrument. Er ließ nach vorhandenen Materialien ebenfalls neue russische Hörner von einem Instrumentenbauer anfertigen. Die neuen Hörner unterscheiden sich in der Form geringfügig von ihren musealen Vorbildern. Pestschansky gewann weitere Enthusiasten für die Wiederbelebung der auf russischen Hörnern dargebotenen Musik. Mit Unterstützung der russischen Staatlichen Universität in St. Petersburg gründete Pestschansky im Jahr 2002 die Russian Horn Capella. Ein Bläser spielt nun zwischen zwei und fünf Hörner, sodass eine Gruppe Musiker ein komplettes Musikstück vorspielen kann. Insgesamt absolvierte die Kapelle bis zum August 2008 mehr als 300 öffentliche Vorstellungen im In- und Ausland, darunter in Griechenland, Spanien, Frankreich, Estland, Polen und Deutschland. Auch im Park der sommerlichen Zarenresidenz Peterhof erfreuen die mittlerweile 17 Hornisten mit ihren gelegentlichen Auftritten die Besucher (siehe Einleitungsbild).

## Bauform und Spielweise
Das gerade oder L-förmig gebogene Instrument wird von der kurzen Seite her mit einem Kesselmundstück angeblasen. Die Röhre ist entweder ein gleichmäßiger Konus oder sie ist anfangs stark konisch und geht dann in einen Zylinder über. Dieser einfache konstruktive Aufbau der Mensur bringt nur den Grundton, gegebenenfalls noch den zweiten Naturton darüber, zum Musizieren hervor. Einen Schalltrichter im Sinne üblicher Blechblasinstrumente haben die russischen Hörner nicht. An der Schallöffnung gibt es einen verschieb- und arretierbaren Ring, der das diatonische Aufeinander-Abstimmen ermöglicht. Die Blasinstrumente werden aus Kupfer- oder Messingblech gefertigt. In Deutschland gibt es einige Musikinstrumentenbauer, die diese seltenen Instrumente manuell und individuell anfertigen wie eine Werkstatt in Markneukirchen, ein Musikhaus in Leipzig, einen Instrumentenbauer für Metallblasinstrumente in Aalen sowie eine Musikwerkstatt in Lindau am Bodensee, die für das Cabaret Monte Christo produzierte. Der Nachtclub wurde 2015 geschlossen.
Die Studiensammlung des Musikinstrumentenmuseums Leipzig enthält einige russische Hörner aus der Stadtkirche Weißenfels, die um 1820 in Russland angefertigt worden sind.